# Calloporina angustipora
Calloporina angustipora is een mosdiertjessoort uit de familie van de Microporellidae. De wetenschappelijke naam van de soort is voor het eerst geldig gepubliceerd in 1885 door Hincks.